# Heteropoda regalis
Heteropoda regalis là một loài nhện trong họ Sparassidae.
Loài này thuộc chi Heteropoda. Heteropoda regalis được Carl Friedrich Roewer miêu tả năm 1938.